# Eduard Hopf

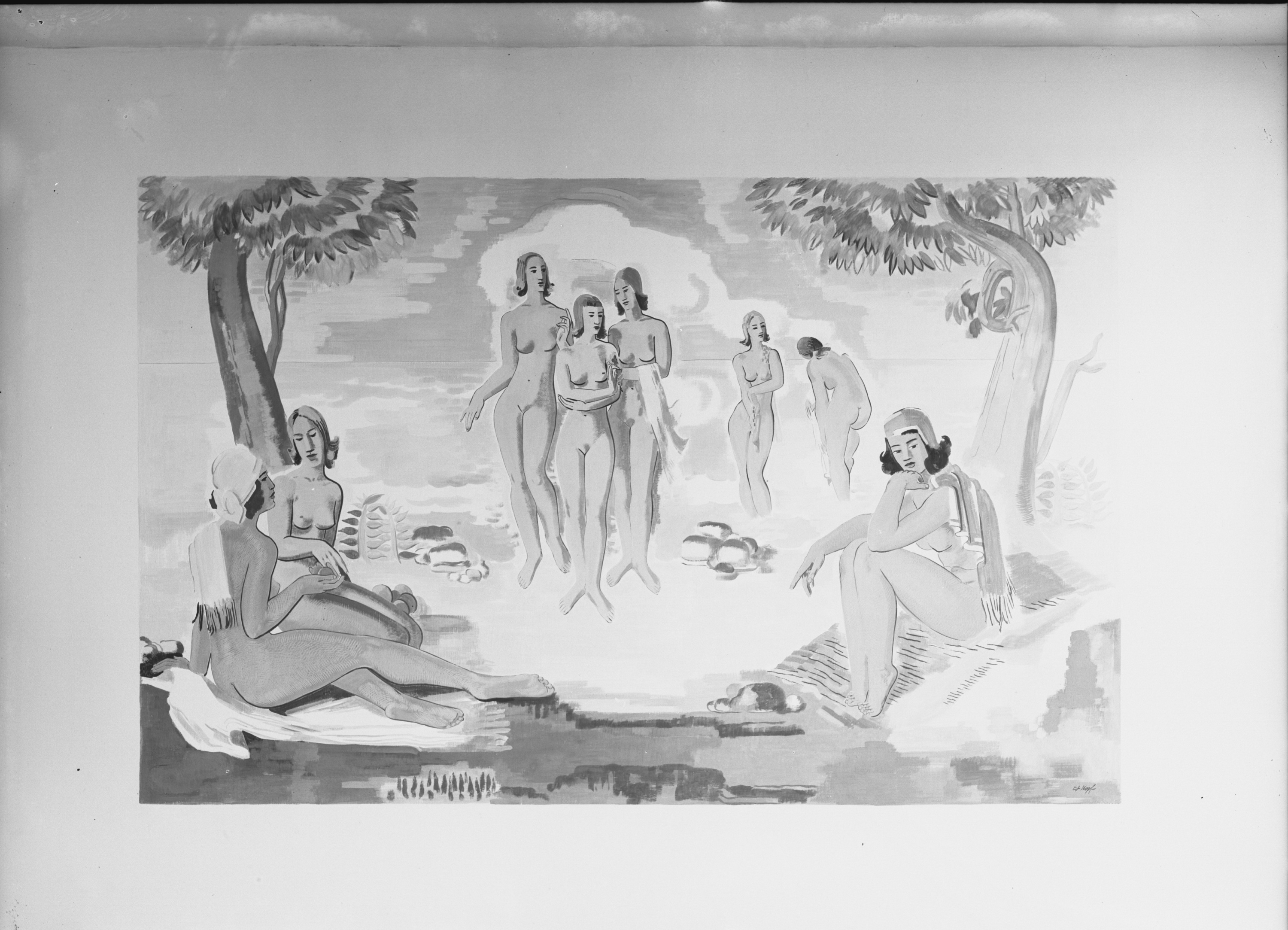
Wandbild in der Schule Slomanstieg in Hamburg-Veddel, in der Zeit des Nationalsozialismus zerstört, schwarz-weiße Fotografie von Carl Dransfeld, 1928

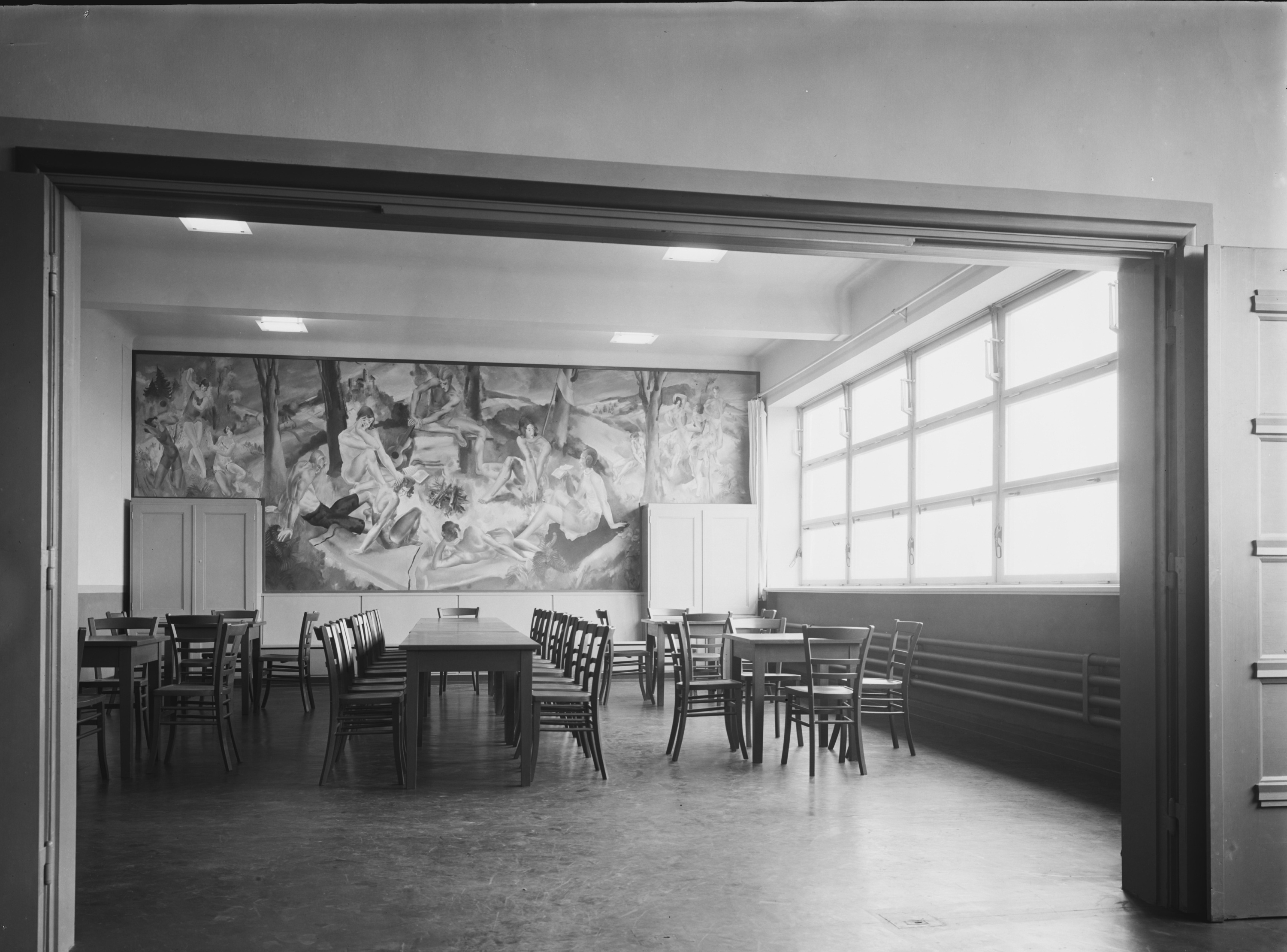
Wandbild in der Schule Uferstraße in Hamburg-Hohenfelde, in der Zeit des Nationalsozialismus zerstört, schwarz-weiße Fotografie von Carl Dransfeld, 1929

Eduard Kaspar Hopf (* 10. Januar 1901 in Hanau; † 19. November 1973 in Hamburg) war ein deutscher Maler der klassischen Moderne.

## Leben
Einer Goldschmied-Ausbildung in Hanau zwischen den Jahren 1915 und 1920 folgte eine 1924 vom Hamburger Kunstverein organisierte Einzelausstellung seiner Werke. Ein Jahr zuvor hatte er seinen Wohnort dorthin verlagert, um fortan als freischaffender Künstler tätig zu sein. In den Jahren 1927 und 1928 folgten weitere gemeinsame Ausstellungen mit der Hamburgischen Sezession. Ab 1932 konnte Hopf, Mitglied des Hamburger Künstlervereins von 1832, dann auf ein Atelier im Ohlendorffhaus zurückgreifen, mit dessen Zerstörung im Jahre 1943 auch ein Teil seiner Werke verloren ging. Finanzielle Unterstützung gewährte ihm in den Jahren 1934 bis 1936 die Amsinck-Stiftung. Ab 1941 nahm er als Soldat der Wehrmacht am Zweiten Weltkrieg teil.
Den Nazis galten einige seiner Werke als „entartet“, und 1937 wurden in der Aktion „Entartete Kunst“ nachweislich drei seiner Aquarelle aus dem Museum für Kunst und Gewerbe Hamburg beschlagnahmt. 1942 konnte er aber mit der Zeichnung Prof. Dr. Meinhof an der Großen Deutschen Kunstausstellung in München teilnehmen, und im Anschluss an den großen Luftangriff auf Lübeck vom 28./29. März 1942 fertigte er im Auftrag der NSDAP etwa 100 Kreidezeichnungen der zerstörten Stadt an.
Nach Kriegsende lehrte er 1947 bis 1957 an der Hamburger Landeskunstschule. In der Folgezeit schuf er unter anderem im Rahmen von Kunst am Bau diverse Wandbilder und Reliefs. 1950 trat er der Hamburgischen Künstlerschaft bei.

## Beschlagnahmte Aquarelle
1937 wurden folgende Werke als „entartet“ aus dem Museum für Kunst und Gewerbe Hamburg beschlagnahmt: 
- Weibliche Figuren (1932; 1940 zur „Verwertung“ auf dem Kunstmarkt an den Kunsthändler Bernhard A. Böhmer; Verbleib ungeklärt.)
- Polnisches Mädchen mit Blumen (1940 zur „Verwertung“ auf dem Kunstmarkt an Bernhard A. Böhmer. Verbleib ungeklärt.)
- Josephine Baker (1931; zerstört)

## Einzel- und Gruppen-Ausstellungen seit 1945 (Auswahl)
- Eduard Hopf: Figur und Bewegung. galerie carstensen, Hamburg (Katalog), August/September 2013
- Eduard Hopf: Nordische Landschaft. galerie carstensen, Hamburg (Katalog), August 2012
- Eduard Hopf - Malerei und Grafik. Museum 'Schloss vor Husum' (Katalog), 2010/2011
- Sammlung Maike Bruhns. Museum Baden/Fördergemeinschaft 'Zentrum für verfemte Künste', Solingen 2010
- Kunst der 20er Jahre. Kunsthalle Hamburg (Katalog), Hamburg 2010
- Hamburger Ansichten - Maler sehen die Stadt. Kunsthalle Hamburg (Katalog), Hamburg 2009
- Inspiration Mittelalter - Holzschnitte der Hamburgischen Sezession. Museum für Kunst und Gewerbe Hamburg, Hamburg 2008
- Künstlerische Tendenzen nach 1945 in Hamburg. HASPA (Katalog), Hamburg 2007
- Eduard Hopf: Gemälde, Zeichnungen, Aquarelle. Richard Haizmann Museum, Niebüll 2005
- Palmarum 1942 - Das zerstörte Lübeck. Burgkloster(Katalog), Lübeck 2002
- Eduard Hopf: Bilder zur Passion, St.Marien Fuhlsbüttel / Hamburg, März / April 2017
- Eduard Hopf: Norwegen, St.Marien Fuhlsbüttel / Hamburg, September / Oktober 2017